# هايني ميلر
هايني ميلر (بالإنجليزية: Heinie Miller) هو لاعب كرة قدم أمريكية أمريكي، ولد في 1893 في ويليامسبورت في الولايات المتحدة، وتوفي في 9 يونيو 1964 في لونغبورت في الولايات المتحدة.